# Mala Șesternea, Vîsokopillea
Mala Șesternea (în ucraineană Мала Шестерня) este localitatea de reședință a comunei Mala Șesternea din raionul Vîsokopillea, regiunea Herson, Ucraina.

## Demografie
Componența lingvistică a localității Mala Șesternea
     Ucraineană (97,37%)
     Rusă (2,63%)
Conform recensământului din 2001, majoritatea populației localității Mala Șesternea era vorbitoare de ucraineană (97,37%), existând în minoritate și vorbitori de rusă (2,63%).